# Grubetiće
Grubetiće, település Szerbiában, a Raškai körzet Novi Pazar községében.

## Népessége
- 1948-ban 427 lakosa volt.
- 1953-ban 495 lakosa volt.
- 1961-ben 568 lakosa volt.
- 1971-ben 513 lakosa volt.
- 1981-ben 384 lakosa volt.
- 1991-ben 269 lakosa volt.
- 2002-ben 259 lakosa volt, akik közül 255 szerb (98,45%), 2 bosnyőák és 2 ukrán.